# Агафья Карповна
Агафья Карповна (в монашестве Анастасия) — монахиня Иоанно-Предтеченского монастыря в Москве, последовательница секты хлыстов.

## Биография
Агафья Карповна, будучи монахиней Иоанно-Предтеченского монастыря, стала последовательницей секты хлыстов, которые возвели её в сан богородицы. В кельях монастыря она устроила так называемый «божий дом» для радения хлыстов. Она ездила из монастыря в Венёвский уезд и в Волоколамск для устройства хлыстовских сборищ, где вместо причастия давала хлеб и квас. По доносу разбойника Кривоусова была арестована и приговорена к смертной казни (по приговору 15 ноября 1733 года). Казнена в Санкт-Петербурге на Сытном рынке в 1734 году.